# Architectuurraamwerk
Architectuurraamwerken zijn verzamelingen van gestandaardiseerde gezichtspunten op de architectuur van een systeem. Raamwerken hebben typisch twee dimensies (vaak afgezet als een x-as en een y-as) soms aangevuld met een extra derde dimensie om bijvoorbeeld het aspect beveiliging expliciet te adresseren. Er zijn veel verschillende raamwerken in omloop. Architectuurraamwerken kunnen gezien worden als een ladekast waarin de beschrijvingen vanuit verschillende gezichtspunten een plekje krijgen.
Verschillende architectuurraamwerken hanteren vaak verschillende termen voor dezelfde zaken en dezelfde termen voor verschillende zaken.
De architectuurraamwerken zijn onder te verdelen in de raamwerken gericht op de architectuur van de organisatie (de enterprise-architectuur) en raamwerken gericht op softwaretoepassingen.

## Zachman framework

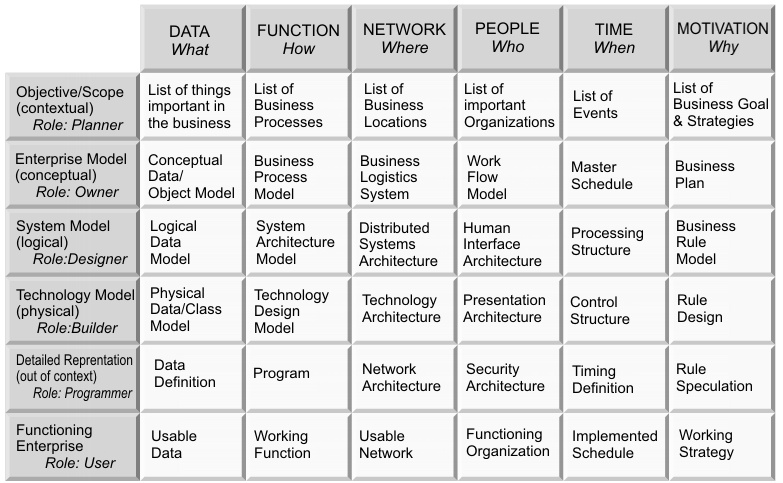
Illustratie van het "Zachman Framework".

Het bekendste voorbeeld van een raamwerk is het Zachman framework, ontwikkeld door de Amerikaanse IT-er John Zachman in de jaren tachtig. Dit raamwerk kent zes architectuurlagen (de rijen) deze hebben betrekking op de verschillende belanghebbenden (zie figuur):
- planner
- eigenaar
- architect
- aannemer
- onderaannemer
- gebruiker

Voor ieder laag worden een zestal vragen gesteld (de kolommen): wat?, hoe?, waar?, wie?, wanneer? en waarom?

## Het raamwerk uit de TOGAF
Onderdeel van de TOGAF (The Open Group Architecture Framework), een methode voor het ontwikkelen en beheren van de enterprise-architectuur, is het "content framework". Dit raamwerk voorziet in een onderliggende structuur voor het beschrijven van de architectuur. Op het hoogste niveau worden de volgende gezichtspunten onderscheiden:
- architectuur principes, visie en requirements (Engels: architecture principles, vision and requirements)
- business architectuur (Engels: business architecture)
- informatie-systeem architectuur (Engels: information systems architecture)
- technische architectuur (Engels: technology architecture)
- architectuur realisatie (Engels: architecture realization)

In geval er binnen de organisatie ook andere raamwerken worden gebruikt, bijvoorbeeld het Zachman framework dan kan het "content framework" dienen als startpunt om de inhoud van de TOGAF te relateren aan andere raamwerken.
Ofschoon TOGAF het meest gebruikte raamwerk is, zet empirisch onderzoek uit Australië vraagtekens bij de effectiviteit van de TOGAF. Zie:  | Kotusev, Svyatoslav (2018) "TOGAF-based Enterprise Architecture Practice: An Exploratory Case Study,", Communications of the Association for Information Systems: Vol. 43 , Article 20. DOI: 10.17705/1CAIS.04320

## Het raamwerk uit de NORA
Binnen de Nederlandse Overheid Referentie Architectuur wordt gebruikgemaakt van een architectuurraamwerk. Dit raamwerk wordt gebruikt voor het rangschikken en geordend presenteren van principes.
Dit raamwerk kent drie architectuurlagen (de rijen):
- bedrijfsarchitectuur
- informatiearchitectuur
- technische architectuur

Voor ieder laag worden drie vragen gesteld (de kolommen): wie?, wat? en hoe?